# Hypothymis coelestis
El monarca celeste (Hypothymis coelestis) es una especie de ave paseriforme de la familia Monarchidae endémica de las Filipinas. Es uno de los monarcas más atractivos, con su espectacular cresta azul y su gran anillo amarillo en torno al ojo (los cuales no se observan en la ilustración adjunta).  Se alimenta de insectos.

## Distribución y hábitat
Es endémico de las Filipinas.
Su hábitat natural son los bosques húmedos tropicales. La población de esta ave se encuentra en marcado descenso, y según relevamientos recientes solo se localiza en 10 sitios. La reducción extendida y continua de su hábitat hace que la población quede sumamente fragmentada y su estatus es considerado vulnerable de acuerdo al Libro Rojo de Aves Amenazadas de Asia.